# Le Thou
Le Thou is een gemeente in het Franse departement Charente-Maritime (regio Nouvelle-Aquitaine). De plaats maakt deel uit van het arrondissement Rochefort. Le Thou telde op 1 januari 2022 2.085 inwoners.

## Geografie
De oppervlakte van Le Thou bedroeg op 1 januari 2022 19 vierkante kilometer; de bevolkingsdichtheid was toen 109,7 inwoners per km².
De onderstaande kaart toont de ligging van Le Thou met de belangrijkste infrastructuur en aangrenzende gemeenten.

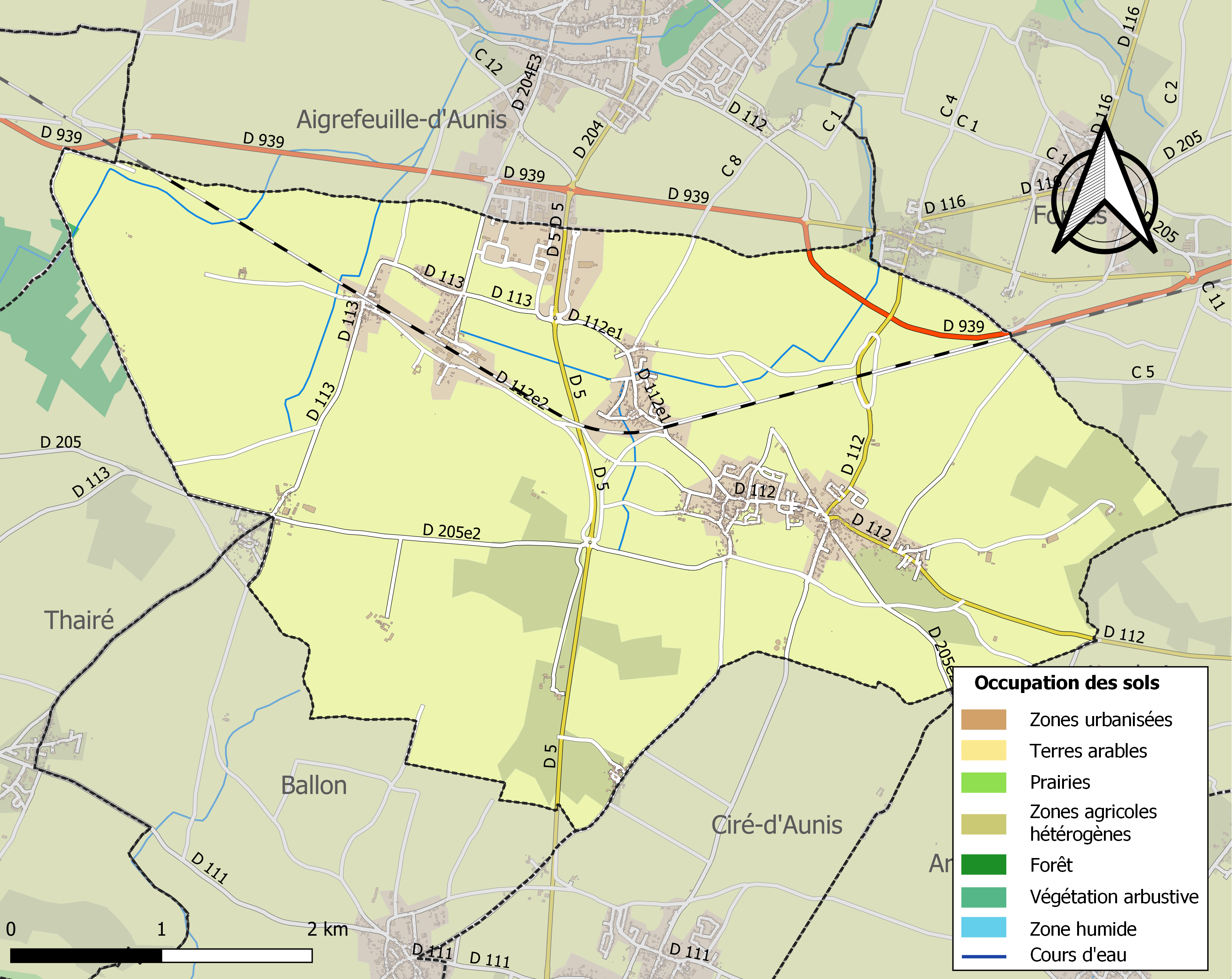

## Verkeer
In de gemeente ligt de spoorweghalte Aigrefeuille - Le Thou.

## Demografie
Onderstaande figuur toont het verloop van het inwonertal (bron: INSEE-tellingen).